# Genouillac (Charente)
Pour les articles homonymes, voir Genouillac.
Genouillac est une ancienne commune du Sud-Ouest de la France située dans le département de la Charente (région Nouvelle-Aquitaine). Depuis le 1er janvier 2019, elle est une commune déléguée de Terres-de-Haute-Charente.
Ses habitants sont les Genouillacois et les Genouillacoises.

## Géographie

### Localisation et accès
Genouillac est une commune de la Charente limousine située à 39 km au nord-est d'Angoulême.
Elle appartient au canton de Saint-Claud, et se trouve au sud de la route nationale 141 d'Angoulême à Limoges. Elle est à 9 km au sud-est de Saint-Claud, 4 km au sud-ouest de Roumazières-Loubert, 10 km au nord-est de Chasseneuil, 9 km au nord de Montembœuf et 20 km de Confolens.
La commune est traversée par la D 86 qui passe dans le bourg, et qui va de Fontafie (Nieuil) à Lésignac-Durand au sud-est. La D 16, route de Montmoreau à Confolens par Montbron, Montembœuf et La Péruse, passe perpendiculairement à 2 km au sud du bourg.
La commune est aussi bordée au nord par la voie ferrée Angoulême-Limoges. La gare la plus proche est celle de Roumazières-Loubert, desservie par des TER à destination d'Angoulême et de Limoges.

### Hameaux et lieux-dits
Le bourg de Genouillac est assez petit et la commune est composée de nombreux hameaux.
Le village ouvrier de Fontafie est né à partir de la route nationale, la voie ferrée et la tuilerie. Ce hameau est en partie sur la commune de Nieuil (toute la partie le long de la nationale) et possède un arrêt sur la voie ferrée.

### Communes limitrophes
| Nieuil                              | Roumazières-Loubert (Terres-de-Haute-Charente) |                                  |
| Suaux                               | Genouillac                                     | Suris (Terres-de-Haute-Charente) |
| Mazières (Terres-de-Haute-Charente) | Cherves-Châtelars                              | Lésignac-Durand                  |

### Géologie et relief
Géologiquement, une grande partie de la commune est dans le Massif central, au sud-est du bourg inclus. La partie nord a un sol tertiaire recouvrant le calcaire du Bassin aquitain, composé surtout d'argile rouge,,, ce qui a contribué à l'implantation de la tuilerie Perrusson et l'agglomération ouvrière de Fontafie.
Le relief est celui d'un plateau légèrement incliné vers l'ouest d'une altitude moyenne de 210 m, avec la Bonnieure formant une vallée relativement profonde au centre. Le point culminant de la commune est situé sur la limite sud-est à Bellevue, à 267 m d'altitude. Le point le plus bas est à l'ouest le long de la Bonnieure, 154 m. Le bourg s'étage entre 190 et 220 m sur le versant nord de la vallée de la Bonnieure.

### Hydrographie
La commune est traversée par la Bonnieure qui passe au pied du bourg, et qui prend sa source dans la commune voisine de Roumazières. De nombreux ruisseaux y affluent, comme celui du Mesnieux, ou celui de Roche en limite avec Mazières.

### Climat
Le climat est océanique dégradé. C'est celui de la Charente limousine, plus humide et plus frais que celui du reste du département.

### Végétation
La commune est assez boisée. Le reste est occupé par des prés où il se fait de l'élevage, principalement de la vache limousine, à robe rouge. Il y a très peu d'agriculture, car la terre est ingrate.

## Toponymie
Le nom est attesté sous la forme Genoliaco en 1281.
L'origine du nom de Genouillac remonterait à un personnage gallo-romain Gennulius, issu du gaulois Gennos, auquel est apposé le suffixe -acum, ce qui correspondrait à Genolliacum, « domaine de Gennulius »,.

### Langues
La commune est dans la partie occitane de la Charente qui en occupe le tiers oriental, et le dialecte est limousin.
Elle s'écrit Janolhac en occitan,.

## Histoire
L'ancienne voie romaine de Saintes à Lyon passait au sud de la commune près de la Pouyerie.
En 1875 la voie ferrée d'Angoulême à Limoges est mise en service.
Un élevage de visons, situé à Beauregard (Fontafie) a existé depuis les années 1980. La société Visons de Beauregard (SARL) puis Elevage de Beauregard est née en 1995, et comptait onze employés en 2007. Elle a cessé son activité en 2023.

### La tuilerie Perrusson
En 1880 Jean-Marie Perrusson crée à Fontafie la tuilerie Perrusson, peu après l'arrivée du chemin de fer. En 1900, le patron devient Dominique Audoin, maire de la commune, qui laisse la place à son fils Jean en 1937. En 1957, Philippe Audoin reprend la direction.
En 1963, la Grande tuilerie mécanique Perrusson (GTMP) s'associe avec les Grandes tuileries et briqueteries (GTB, de Guy Rohmer) à Loubert et devient d'abord la Sodima, puis la Céramique du Midi Perrusson-Rohmer (CMPR) en 1968. La production en 1972 était de 600 000 t.
En 1988 la production est transférée à l'unité de Loubert et l'usine de Fontafie est fermée.

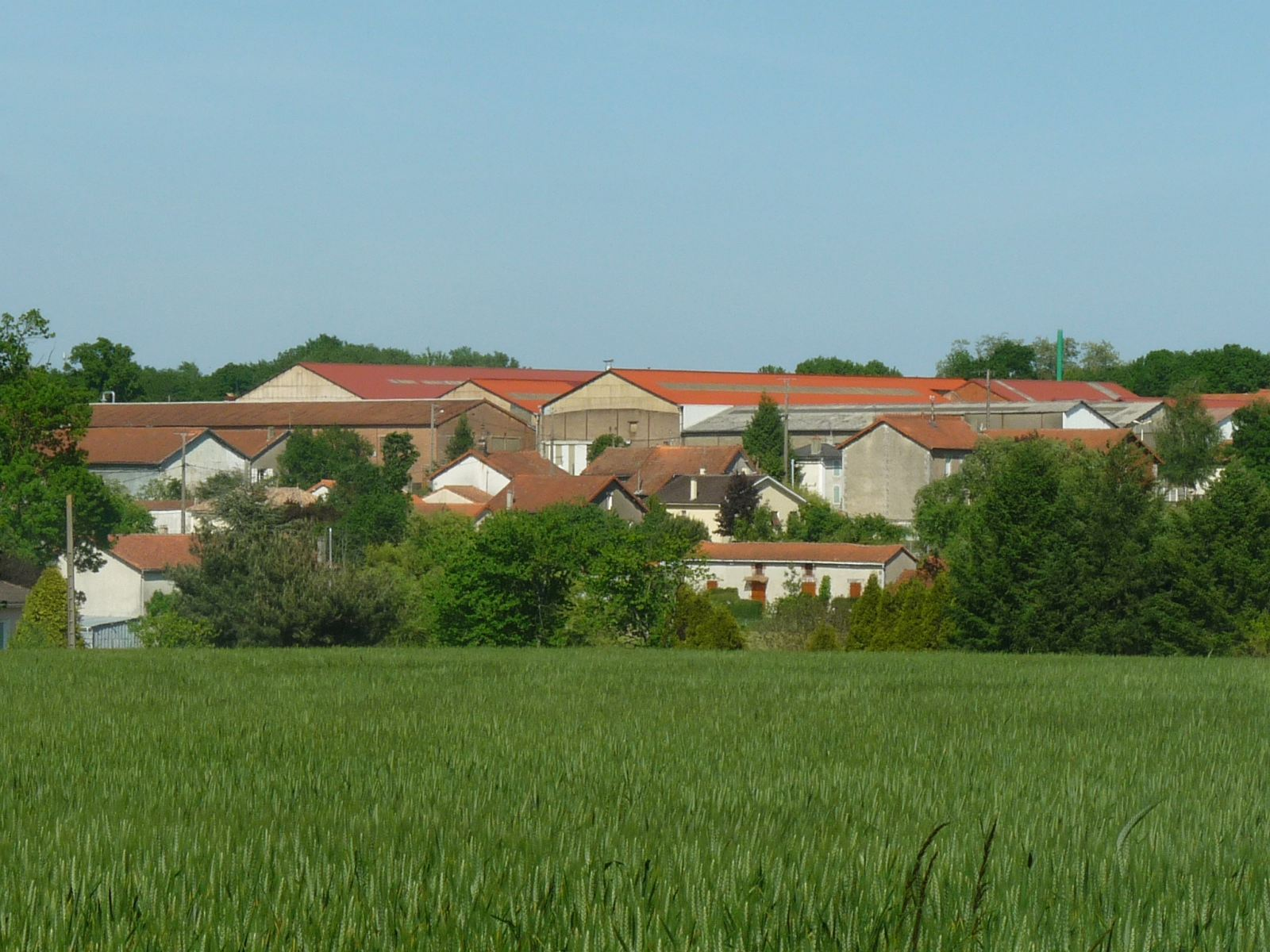
L'ancienne tuilerie Perrusson vue du sud-ouest
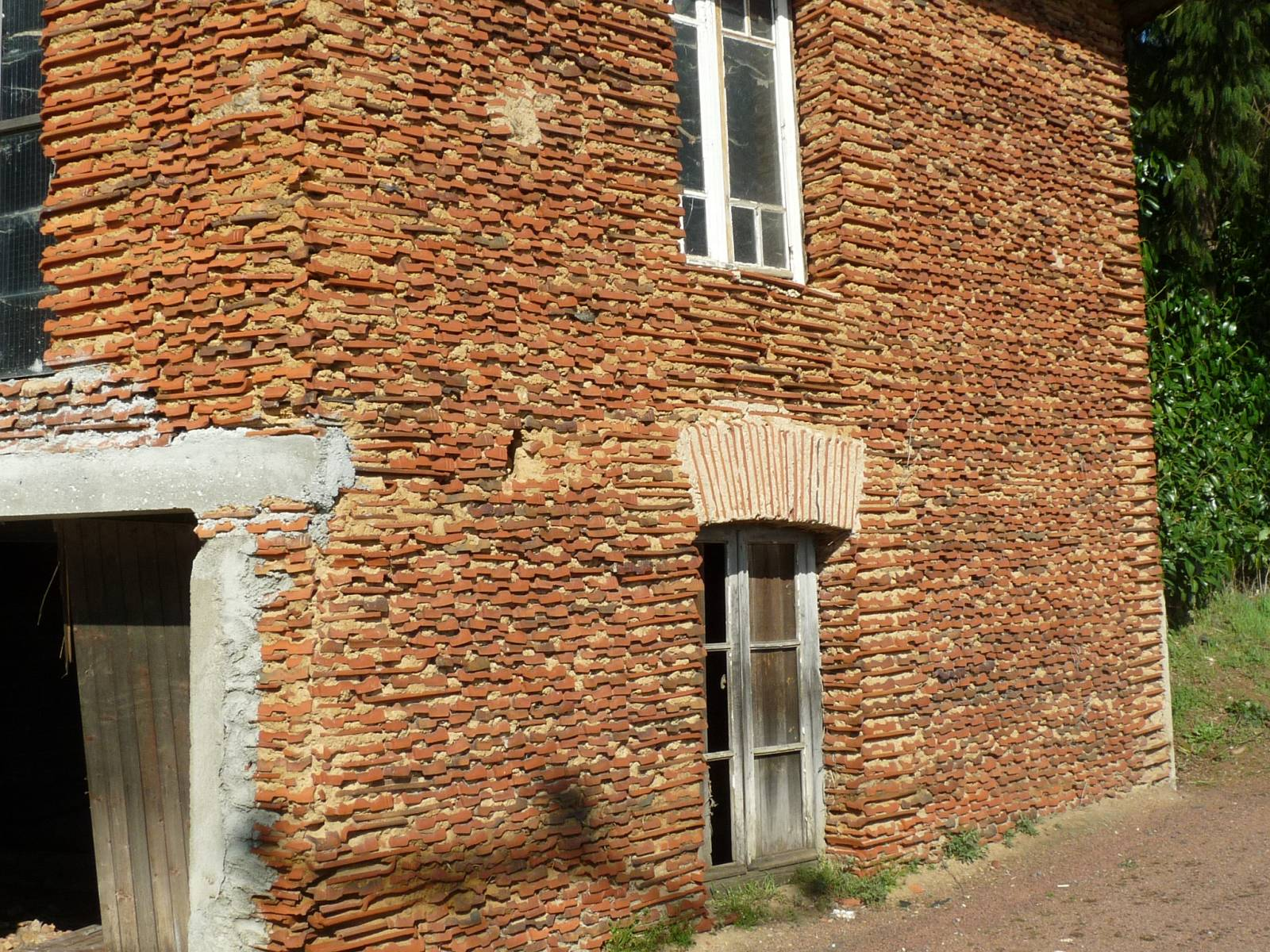
Maison en tuiles à Genouillac

### Époque contemporaine
Le 1er janvier 2019, elle fusionne avec Mazières, Péruse, Roumazières-Loubert et Suris pour former la commune nouvelle de Terres-de-Haute-Charente dont la création est actée par un arrêté préfectoral du 28 septembre 2018.

## Administration
| Période                                  | Période  | Identité       | Étiquette | Qualité                        |
| ---------------------------------------- | -------- | -------------- | --------- | ------------------------------ |
| depuis 1995                              | En cours | Jacques Marsac | LR        | Retraité consultant en gestion |
| Les données manquantes sont à compléter. |          |                |           |                                |

### Intercommunalité
La commune fait partie de la communauté de communes de Haute-Charente qui regroupe 35 communes et dont le siège est à Roumazières.

## Démographie

### Évolution démographique
L'évolution du nombre d'habitants est connue à travers les recensements de la population effectués dans la commune depuis 1793. Pour les communes de moins de 10 000 habitants, une enquête de recensement portant sur toute la population est réalisée tous les cinq ans, les populations de référence des années intermédiaires étant quant à elles estimées par interpolation ou extrapolation. Pour la commune, le premier recensement exhaustif entrant dans le cadre du nouveau dispositif a été réalisé en 2004.

En 2016, la commune comptait 612 habitants, en évolution de +0,33 % par rapport à 2010 (Charente : −0,48 %, France hors Mayotte : +2,11 %).
| 1793 | 1800 | 1806 | 1821 | 1831 | 1841 | 1846 | 1851 | 1856 |
| ---- | ---- | ---- | ---- | ---- | ---- | ---- | ---- | ---- |
| 869  | 750  | 818  | 911  | 850  | 908  | 900  | 910  | 881  |

| 1861 | 1866 | 1872 | 1876 | 1881 | 1886 | 1891 | 1896 | 1901 |
| ---- | ---- | ---- | ---- | ---- | ---- | ---- | ---- | ---- |
| 834  | 787  | 757  | 813  | 827  | 971  | 865  | 886  | 876  |

| 1906 | 1911  | 1921 | 1926 | 1931 | 1936 | 1946 | 1954 | 1962 |
| ---- | ----- | ---- | ---- | ---- | ---- | ---- | ---- | ---- |
| 957  | 1 016 | 899  | 975  | 952  | 943  | 788  | 843  | 914  |

| 1968 | 1975 | 1982 | 1990 | 1999 | 2004 | 2006 | 2009 | 2014 |
| ---- | ---- | ---- | ---- | ---- | ---- | ---- | ---- | ---- |
| 900  | 863  | 715  | 574  | 575  | 568  | 574  | 595  | 609  |

| 2016 | - | - | - | - | - | - | - | - |
| ---- | - | - | - | - | - | - | - | - |
| 612  | - | - | - | - | - | - | - | - |

### Pyramide des âges
| Hommes | Classe d’âge | Femmes |
| ------ | ------------ | ------ |
| 0,7    | 90 ans ou +  | 1,7    |
| 12,3   | 75 à 89 ans  | 11,2   |
| 11,3   | 60 à 74 ans  | 18,0   |
| 24,0   | 45 à 59 ans  | 19,0   |
| 18,0   | 30 à 44 ans  | 16,9   |
| 15,7   | 15 à 29 ans  | 15,3   |
| 18,0   | 0 à 14 ans   | 18,0   |

| Hommes | Classe d’âge | Femmes |
| ------ | ------------ | ------ |
| 0,5    | 90 ans ou +  | 1,6    |
| 8,2    | 75 à 89 ans  | 11,8   |
| 15,2   | 60 à 74 ans  | 15,8   |
| 22,3   | 45 à 59 ans  | 21,5   |
| 20,0   | 30 à 44 ans  | 19,2   |
| 16,7   | 15 à 29 ans  | 14,7   |
| 17,1   | 0 à 14 ans   | 15,4   |

### Remarques
Genouillac a connu sa plus forte population entre 1900 et 1980 grâce à l'activité de la tuilerie de Fontafie.

## Économie
- Un élevage de visons, situé à Beauregard près de Fontafie depuis les années 1980. La société actuelle Visons de Beauregard (SARL) est née en 1995, et comptait 11 employés en 2007[23].
- Une usine de fabrication d'agglomérés en béton[24].
- Une carrière de diorite au sud de la commune, à Puybarraud (carrières Garandeau)[25].

## Équipements, services et vie locale

### Enseignement

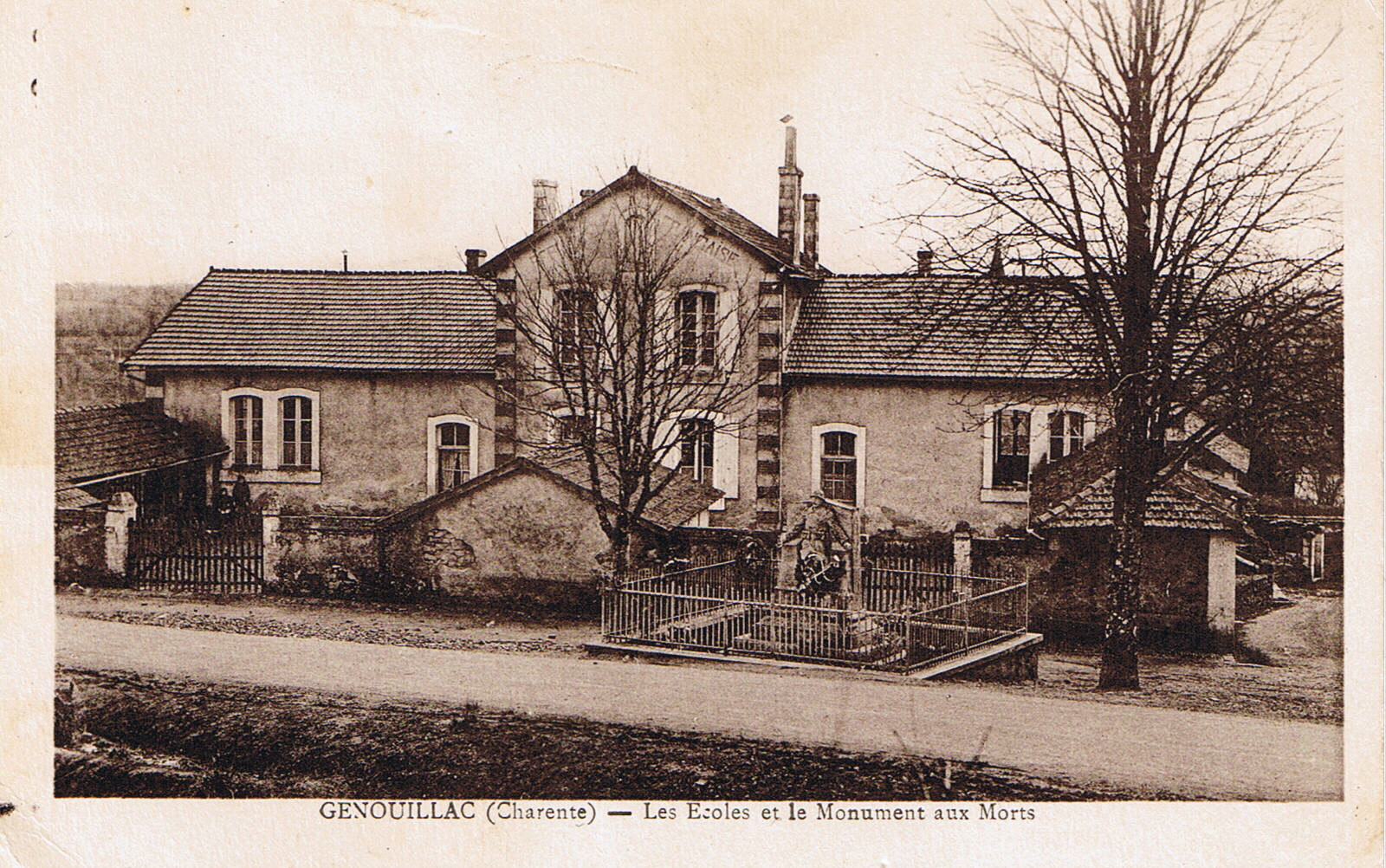
Les écoles et le monument aux morts en 1930

La commune dispose d'une école primaire, située entre Fontafie et le bourg. Elle comporte cinq classes et accueille les enfants de la maternelle au CM2. Le secteur du collège est Roumazières-Loubert.

## Lieux et monuments

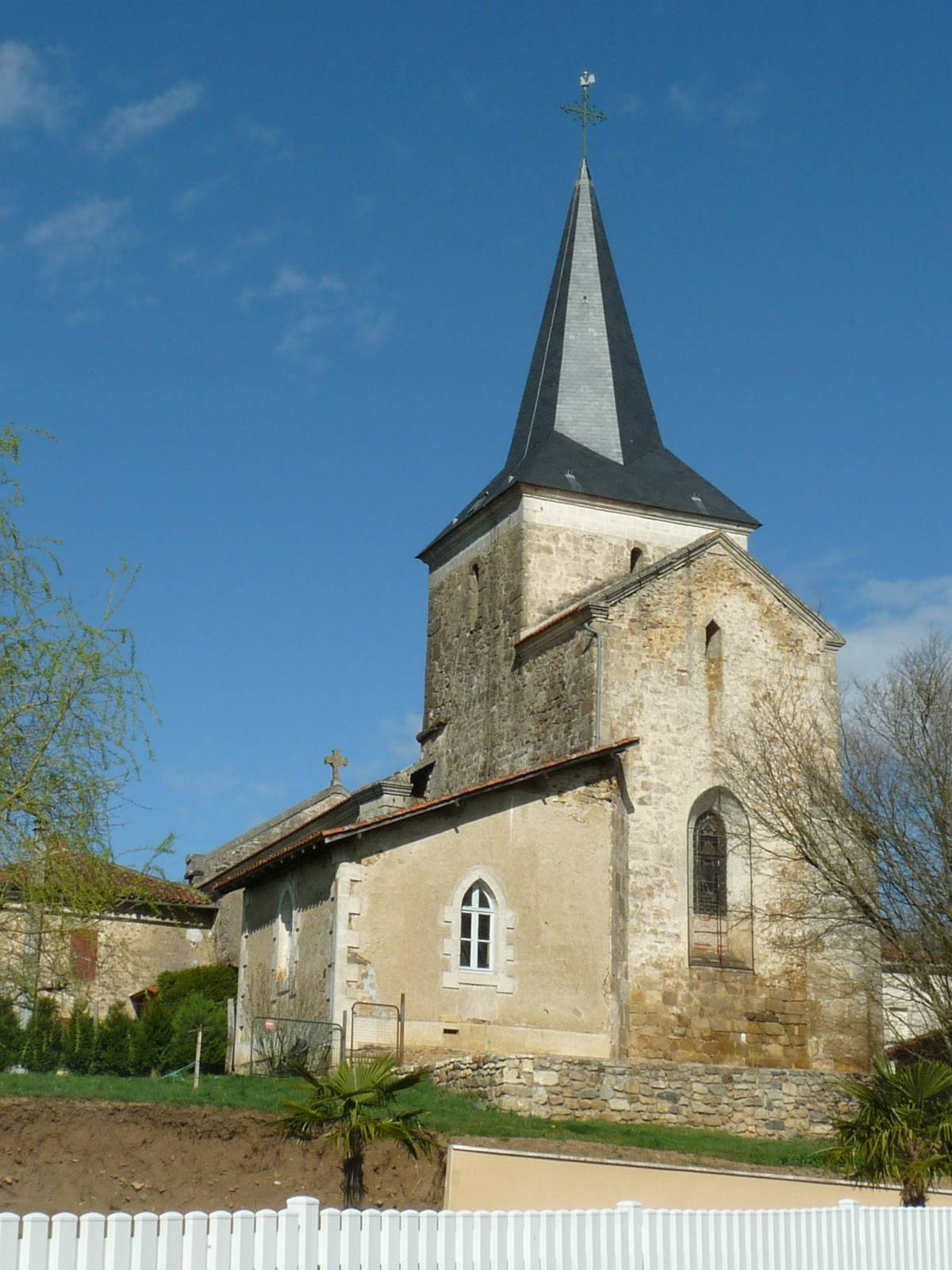
L'église de Genouillac

L'église paroissiale Saint-Martial est un édifice roman du XIIe siècle (nef), mais le chœur a été refait au XVe siècle.